# Masteria yacambu
Espèce
Masteria yacambu est une espèce d'araignées mygalomorphes de la famille des Dipluridae.

## Distribution
Cette espèce est endémique de l'État de Lara au Venezuela,.

## Description
Le mâle holotype mesure 2,85 mm et la femelle paratype 3,26 mm.

## Étymologie
Son nom d'espèce lui a été donné en référence au lieu de sa découverte, Yacambú.

## Publication originale
- Passanha & Brescovit, 2018 : On the Neotropical spider subfamily Masteriinae (Araneae, Dipluridae). Zootaxa, no 4463(1), p. 1-73.